# Idaea neanica
Idaea neanica là một loài bướm đêm trong họ Geometridae.